# Volta a Catalunya de 2014
La Volta a Catalunya de 2014 va ser la 94a edició de la Volta a Catalunya. La cursa es disputà entre el 24 i el 30 de març de 2014 en set etapes i un total de 1.173 km. Aquesta era la cinquena prova de l'UCI World Tour 2014.
La cursa va ser guanyada pel català Joaquim "Purito" Rodríguez (Team Katusha), que es va fer amb el liderat en guanyar la tercera etapa, amb final a La Molina, i que aconseguí conservar el liderat fins al final de la cursa, a Barcelona. Aquesta fou la segona victòria final en aquesta cursa del "Purito" Rodríguez, després de l'aconseguida el 2010 per davant el també català Xavier Tondo. Rodríguez guanyà la general amb quatre segons d'avantatge sobre Alberto Contador (Team Tinkoff-Saxo) i set sobre Tejay van Garderen (BMC Racing Team), vencedor de l'etapa reina, amb final a Vallter 2000.
En les altres classificacions Stef Clement (Belkin Pro Cycling Team), vencedor de la sisena etapa amb final a Vilanova i la Geltrú, guanyà el gran premi de la muntanya. Michel Koch (Cannondale) guanyà el premi de les metes volants i el Premi Miquel Poblet, mentre el Garmin-Sharp guanyà la classificació per equips.

## Recorregut i consideracions prèvies
El 30 de gener de 2014 l'organització de la Volta a Catalunya va presentar el recorregut complet de la present edició, amb el punt d'inici i arribada de cada etapa i el nombre de ports de muntanya a superar en cadascuna de les set etapes, després que en setmanes anteriors anessin sortint informacions a la premsa sobre les viles que acollirien les diferents etapes.
Com en anys anteriors no es disputa cap contrarellotge individual i el recorregut és molt similar quant a estructura: amb una primera etapa de mitja muntanya per la zona del Montseny però amb final previsible a l'esprint a la costa; una segona etapa plana amb final a Girona; dues etapes d'alta muntanya amb final a La Molina i Vallter 2000, en la tercera i quarta etapes, en què s'hauria de decidir el vencedor de la classificació general. La cinquena i sisena etapes, amb final a Valls i Vilanova i la Geltrú, tenen un recorregut propici per a les escapades, una vegada obertes grans diferències entre els ciclistes, i la darrera etapa finalitza a la muntanya de Montjuïc, amb un circuit al qual cal donar vuit voltes.

## Equips participants
En aquesta edició de la Volta a Catalunya van prendre part 22 equips: els 18 ProTour, més 4 equips convidats, el Caja Rural-Seguros RGA, CCC Polsat-Polkowice, Cofidis i Wanty-Groupe Gobert:
| Núm.    | Codi | Equip                   |
| ------- | ---- | ----------------------- |
| 1-8     | GRS  | Garmin-Sharp            |
| 11-18   | KAT  | Team Katusha            |
| 21-28   | MOV  | Movistar Team           |
| 31-38   | TCS  | Team Tinkoff-Saxo       |
| 41-48   | OPQ  | Omega Pharma-Quick Step |
| 51-58   | SKY  | Team Sky                |
| 61-68   | ALM  | AG2R La Mondiale        |
| 71-78   | AST  | Astana Qazaqstan Team   |
| 81-88   | BEL  | Belkin Pro Cycling Team |
| 91-98   | BMC  | BMC Racing Team         |
| 101-108 | CAN  | Cannondale              |

| Núm.    | Codi | Equip                  |
| ------- | ---- | ---------------------- |
| 111-118 | FDJ  | FDJ                    |
| 121-128 | LAM  | Lampre-Merida          |
| 131-138 | LTB  | Lotto-Belisol          |
| 141-148 | OGE  | Orica-GreenEDGE        |
| 151-158 | EUC  | Team Europcar          |
| 161-168 | GIA  | Giant-Shimano          |
| 171-178 | TFR  | Trek Factory Racing    |
| 181-188 | CJR  | Caja Rural-Seguros RGA |
| 191-198 | CCC  | CCC Polsat-Polkowice   |
| 201-208 | COF  | Cofidis                |
| 211-218 | WGG  | Wanty-Groupe Gobert    |

## Etapes
| Etapa    | Data       | Ciutats d'etapa                             | km    | Vencedor de l'etapa      | Líder de la general     |
| -------- | ---------- | ------------------------------------------- | ----- | ------------------------ | ----------------------- |
| 1a etapa | 24 de març | Calella – Calella                           | 159,3 | Luka Mezgec (SLO)        | Luka Mezgec (SLO)       |
| 2a etapa | 25 de març | Mataró – Girona                             | 171,2 | Luka Mezgec (SLO)        | Luka Mezgec (SLO)       |
| 3a etapa | 26 de març | Banyoles – La Molina (Alp)                  | 162,9 | Joaquim Rodríguez (CAT)  | Joaquim Rodríguez (CAT) |
| 4a etapa | 27 de març | Alp – Vallter 2000-Setcases                 | 166,4 | Tejay Van Garderen (EUA) | Joaquim Rodríguez (CAT) |
| 5a etapa | 28 de març | Llanars-Vall de Camprodon – Valls           | 222,2 | Luka Mezgec (SLO)        | Joaquim Rodríguez (CAT) |
| 6a etapa | 29 de març | El Vendrell – Vilanova i la Geltrú          | 163,9 | Stef Clement (NED)       | Joaquim Rodríguez (CAT) |
| 7a etapa | 30 de març | Barcelona (Montjuïc) – Barcelona (Montjuïc) | 120,7 | Lieuwe Westra (NED)      | Joaquim Rodríguez (CAT) |

### 1a etapa
24 de març de 2014 — Calella - Calella, 169,7 km
La Volta a Catalunya repeteix el punt de sortida de les dues passades edicions, Calella, amb una etapa de mitja muntanya i tres ports de muntanya puntuables. En aquesta ocasió la cursa pren direcció cap al sud fins a Mataró, on té lloc l'esprint Premi Miquel Poblet (km 18), per tot seguit tornar cap a Calella per l'interior del Maresme, passant per Sant Andreu de Llavaneres, Sant Vicenç de Montalt, Arenys de Munt, Sant Iscle de Vallalta i Sant Cebrià de Vallalta. A Calella (km 57,3) hi ha el primer esprint del dia i la cursa continua cap a Malgrat de Mar, on es deixa la costa per dirigir-se a Hostalric (km 80,9), on hi ha el segon esprint del dia. Tot seguit comença l'ascensió al primer port de muntanya de l'etapa, l'alt de Montsoriu (1,9 km al 6%) que es corona al km 94. D'aquí els ciclistes es dirigeixen cap a Santa Maria de Palautordera i iniciar l'ascens a l'alt del Montseny (6,0 km al 5,6%) de primera categoria. Un ràpid descens conduirà els ciclistes fins a Sant Celoni i Calella, previ pas per l'alt de Collsacreu (9,3 km al 3,0%).
Amb un temps primaveral al quilòmetre 13 es forma la primera escapada del dia, formada per Boris Vallée (Lotto-Belisol) i Romain Lemarchand (Cofidis). Al pas per Mataró, a l'esprint Premi Miquel Poblet, Lemarchand és el primer a fer-ho. A poc a poc els escapats augmenten les diferències sobre el gran grup fins als vuit minuts al pas per Sant Iscle de Vallalta, moment a partir del qual aquesta comença a minvar davant un gran grup encapçalat pels homes del Giant-Shimano, Team Sky i Team Tinkoff-Saxo. Vallée és el primer a passar pels dos esprints intermedis del dia: Calella (km 57,3) i Hostalric (km 80,9), mentre Lemarchand fa el mateix pels ports de muntanya. En l'ascensió a l'alt del Montseny Amets Txurruka (Caja Rural-Seguros RGA) aconsegueix escapar-se del gran grup i creua l'alt 45" rere els escapats, mentre el gran grup ho fa a poc més d'un minut. En el descens Txurruka contacta amb el duet capdavanter, però són neutralitzats en l'ascensió a l'alt de Collsacreu. A partir d'aquest moment seran diversos els ciclistes que intentaran l'escapada, però sols Romain Hardy (Cofidis), Wilco Kelderman (Belkin Pro Cycling Team) i Mickaël Cherel (AG2R La Mondiale) obren una mica de temps, però a manca de 10 km Hardy i Cherel van agafar malament una rotonda i poc després són neutralitzats. La victòria es disputa a l'esprint, en el qual Luka Mezgec (Giant-Shimano) és el més ràpid.
|    | Ciclista                 | Equip                   | Temps      |
| -- | ------------------------ | ----------------------- | ---------- |
| 1  | Luka Mezgec (SLO)        | Giant-Shimano           | 4h 09' 13" |
| 2  | Leigh Howard (AUS)       | Orica-GreenEDGE         | m. t.      |
| 3  | Julian Alaphilippe (FRA) | Omega Pharma-Quick Step | m. t.      |
| 4  | Paul Martens (GER)       | Belkin Pro Cycling Team | m. t.      |
| 5  | Tosh van der Sande (BEL) | Lotto-Belisol           | m. t.      |
| 6  | Daniele Ratto (ITA)      | Cannondale              | m. t.      |
| 7  | Marcus Burghardt (GER)   | BMC Racing Team         | m. t.      |
| 8  | Roberto Ferrari (ITA)    | Lampre-Merida           | m. t.      |
| 9  | Samuel Dumoulin (FRA)    | AG2R La Mondiale        | m. t.      |
| 10 | Kévin Reza (FRA)         | Team Europcar           | m. t.      |

|    | Ciclista                 | Equip                   | Temps      |
| -- | ------------------------ | ----------------------- | ---------- |
| 1  | Luka Mezgec (SLO)        | Giant-Shimano           | 4h 09' 03" |
| 2  | Leigh Howard (AUS)       | Orica-GreenEDGE         | + 4"       |
| 3  | Julian Alaphilippe (FRA) | Omega Pharma-Quick Step | + 6"       |
| 4  | Boris Vallée (BEL)       | Lotto-Belisol           | + 8"       |
| 5  | Cédric Pineau (FRA)      | FDJ                     | + 9"       |
| 6  | Paul Martens (GER)       | Belkin Pro Cycling Team | + 10"      |
| 7  | Tosh van der Sande (BEL) | Lotto-Belisol           | + 10"      |
| 8  | Daniele Ratto (ITA)      | Cannondale              | + 10"      |
| 9  | Marcus Burghardt (GER)   | BMC Racing Team         | + 10"      |
| 10 | Roberto Ferrari (ITA)    | Lampre-Merida           | + 10"      |

### 2a etapa
25 de març de 2014 — Mataró - Girona, 168 km
Etapa senzilla, amb dues dificultats muntanyoses en la primera meitat de cursa. L'etapa surt de Mataró per dirigir-se al Vallès i afrontar ben aviat el primer port de muntanya del dia, l'alt de can Bordoi (2,8 km al 5,3%), de tercera categoria, que es corona al km 12,5. Un cop al Vallès l'etapa segueix cap a Maçanet de la Selva, Caldes de Malavella, on es disputa l'esprint Premi Miquel Poblet (km 65) i Cassà de la Selva. Poc després s'inicia l'ascens al segon i darrer port del dia, l'alt de Santa Pellaia (5,9 km al 4%), de 2a categoria (km 83,7). El descens condueix els ciclistes cap a Cruïlles i Celrà, on es disputa el primer esprint del dia (km. 117,7). L'etapa continua cap a Banyoles, Mata (km 146,3), on es disputa el segon esprint, i Girona, on hi ha l'arribada.
|    | Ciclista                 | Equip                   | Temps      |
| -- | ------------------------ | ----------------------- | ---------- |
| 1  | Luka Mezgec (SLO)        | Giant-Shimano           | 3h 57' 49" |
| 2  | Roberto Ferrari (ITA)    | Lampre-Merida           | m. t.      |
| 3  | Daniele Ratto (ITA)      | Cannondale              | m. t.      |
| 4  | Julian Alaphilippe (FRA) | Omega Pharma-Quick Step | m. t.      |
| 5  | Marcus Burghardt (GER)   | BMC Racing Team         | m. t.      |
| 6  | Davide Viganò (ITA)      | Caja Rural-Seguros RGA  | m. t.      |
| 7  | Boris Vallée (BEL)       | Lotto-Belisol           | m. t.      |
| 8  | Tosh van der Sande (BEL) | Lotto-Belisol           | m. t.      |
| 9  | Leigh Howard (AUS)       | Orica-GreenEDGE         | m. t.      |
| 10 | Maciej Paterski (POL)    | CCC Polsat Polkowice    | + 3"       |

|    | Ciclista                 | Equip                   | Temps      |
| -- | ------------------------ | ----------------------- | ---------- |
| 1  | Luka Mezgec (SLO)        | Giant-Shimano           | 8h 06' 42" |
| 2  | Roberto Ferrari (ITA)    | Lampre-Merida           | + 14"      |
| 3  | Leigh Howard (AUS)       | Orica-GreenEDGE         | + 14"      |
| 4  | Julian Alaphilippe (FRA) | Omega Pharma-Quick Step | + 16"      |
| 5  | Daniele Ratto (ITA)      | Cannondale              | + 16"      |
| 6  | Boris Vallée (BEL)       | Lotto-Belisol           | + 18"      |
| 7  | Marcus Burghardt (GER)   | BMC Racing Team         | + 20"      |
| 8  | Tosh van der Sande (BEL) | Lotto-Belisol           | + 20"      |
| 9  | Davide Viganò (ITA)      | Caja Rural-Seguros RGA  | + 20"      |
| 10 | Michel Koch (GER)        | Cannondale              | + 20"      |

### 3a etapa
26 de març de 2014 — Banyoles - La Molina, 162,9 km
Primera de les dues etapes d'alta muntanya de la present edició de la Volta. De Banyoles l'etapa es dirigeix a Santa Pau i Olot, on es disputa el Premi Miquel Poblet (km 29,6). Poc després comença l'ascensió al primer port de primera categoria del dia, l'alt de Coubet (10 km al 5,5), que es corona al km 41,6 d'etapa. Després d'uns falsos plans i el pas per l'alt no puntuable de Santigosa s'inicia el descens cap a Sant Joan de les Abadesses i Ripoll, tot seguint la N-260 fins a Campdevànol, on l'abandonen per dirigir-se a Gombrèn. Poc després d'aquesta població s'inicia el llarg ascens fins al coll de la Creueta (21 km al 4,5), de Categoria especial, "Cima Peris" de la cursa. El descens es fa cap a l'estació de La Molina i la Cerdanya on es disputaran dues metes voltants, a Bolvir (km 127,6) i Bellver de Cerdanya (km 140,3), abans d'iniciar l'ascens fins a La Molina (5,3 km al 6%) i punt d'arribada de l'etapa a l'aparcament de Font Canaleta.
|    | Ciclista                 | Equip                   | Temps      |
| -- | ------------------------ | ----------------------- | ---------- |
| 1  | Joaquim Rodríguez (CAT)  | Team Katusha            | 4h 50' 55" |
| 2  | Alberto Contador (ESP)   | Team Saxo-Tinkoff       | + 5"       |
| 3  | Nairo Quintana (COL)     | Movistar Team           | + 9"       |
| 4  | Tejay Van Garderen (EUA) | BMC Racing Team         | + 11"      |
| 5  | Christopher Froome (GBR) | Team Sky                | + 13"      |
| 6  | Domenico Pozzovivo (ITA) | AG2R La Mondiale        | + 14"      |
| 7  | Wilco Kelderman (NED)    | Belkin Pro Cycling Team | m. t.      |
| 8  | Andrew Talansky (EUA)    | Garmin-Sharp            | m. t.      |
| 9  | Romain Bardet (FRA)      | AG2R La Mondiale        | m. t.      |
| 10 | Przemysław Niemiec (POL) | Lampre-Merida           | + 20"      |

|    | Ciclista                 | Equip                   | Temps       |
| -- | ------------------------ | ----------------------- | ----------- |
| 1  | Joaquim Rodríguez (CAT)  | Team Katusha            | 12h 58' 00" |
| 2  | Alberto Contador (ESP)   | Team Saxo-Tinkoff       | + 5"        |
| 3  | Nairo Quintana (COL)     | Movistar Team           | + 9"        |
| 4  | Tejay Van Garderen (EUA) | BMC Racing Team         | + 11"       |
| 5  | Christopher Froome (GBR) | Team Sky                | + 13"       |
| 6  | Wilco Kelderman (NED)    | Belkin Pro Cycling Team | + 14"       |
| 7  | Romain Bardet (FRA)      | AG2R La Mondiale        | + 14"       |
| 8  | Andrew Talansky (EUA)    | Garmin-Sharp            | + 14"       |
| 9  | Domenico Pozzovivo (ITA) | AG2R La Mondiale        | + 14"       |
| 10 | Przemysław Niemiec (POL) | Lampre-Merida           | + 20"       |

### 4a etapa
27 de març de 2014 — Alp - Vallter 2000-Setcases, 166,4 km
Etapa reina de la present edició, amb cinc dificultats muntanyoses a superar en tan sols 166 km. Només prendre's la sortida els ciclistes han d'afrontar la llarga ascensió a la collada de Toses (19,6 km al 3,8%), de primera categoria (km 22). El descens els duu per la mateixa carretera que havien fet el dia anterior, però en direcció contrària, cap a Ripoll, on es disputa el Premi Miquel Poblet (km 58,5). Poc després es dirigeixen cap a Vallfogona de Ripollès, a mig camí de l'alt de Canes (16 km al 3%), de segona categoria (km 75,2). Aquesta carretera enllaça amb l'alt de Coubert, pujat el dia anterior, que fan de baixada, cap a Olot i Castellfollit de la Roca (km 95,1), on hi ha el primer esprint del dia. D'aquí continuen cap a Oix, on comença l'ascensió a l'alt d'Oix (7,7 km al 5,3%, al km 114,6) i poc després al de Rocabruna (7,5 km al 5,6%, al km 132,6), ambdós de primera categoria. Sense descens l'etapa continua cap a Camprodon i Llanars (km 146,6), on hi ha el segon esprint del dia. A Setcases comença l'ascensió final a Vallter 2000, amb 12 km al 7,8%, de categoria especial i punt d'arribada.
|    | Ciclista                 | Equip               | Temps      |
| -- | ------------------------ | ------------------- | ---------- |
| 1  | Tejay Van Garderen (EUA) | BMC Racing Team     | 4h 49' 30" |
| 2  | Romain Bardet (FRA)      | AG2R La Mondiale    | m. t.      |
| 3  | Alberto Contador (ESP)   | Team Saxo-Tinkoff   | + 3"       |
| 4  | Joaquim Rodríguez (CAT)  | Team Katusha        | + 4"       |
| 5  | Nairo Quintana (COL)     | Movistar Team       | + 5"       |
| 6  | Andrew Talansky (EUA)    | Garmin-Sharp        | + 8"       |
| 7  | Christopher Froome (GBR) | Team Sky            | m. t.      |
| 8  | Warren Barguil (FRA)     | Giant-Shimano       | + 15"      |
| 9  | Domenico Pozzovivo (ITA) | AG2R La Mondiale    | + 16"      |
| 10 | Robert Kišerlovski (CRO) | Trek Factory Racing | + 21"      |

|    | Ciclista                 | Equip                  | Temps       |
| -- | ------------------------ | ---------------------- | ----------- |
| 1  | Joaquim Rodríguez (CAT)  | Team Katusha           | 17h 47' 34" |
| 2  | Alberto Contador (ESP)   | Team Saxo-Tinkoff      | + 4"        |
| 3  | Tejay Van Garderen (EUA) | BMC Racing Team        | + 7"        |
| 4  | Romain Bardet (FRA)      | AG2R La Mondiale       | + 10"       |
| 5  | Nairo Quintana (COL)     | Movistar Team          | + 10"       |
| 6  | Christopher Froome (GBR) | Team Sky               | + 17"       |
| 7  | Andrew Talansky (EUA)    | Garmin-Sharp           | + 18"       |
| 8  | Domenico Pozzovivo (ITA) | AG2R La Mondiale       | + 26"       |
| 9  | Warren Barguil (FRA)     | AG2R La Mondiale       | + 42"       |
| 10 | David Arroyo (ESP)       | Caja Rural-Seguros RGA | + 45"       |

### 5a etapa
28 de març de 2014 — Llanars - Valls, 218,2 km
Etapa més llarga de la present edició, creuant Catalunya en diagonal per l'interior, entre Llanars i Valls. L'etapa comença per la N-260 cap a Ripoll, per tot seguit agafar la C-26 cap a Borredà, Vilada, Berga, Avià i Solsona, on té lloc el primer esprint intermedi (km 106,7). La ruta continua cap a Biosca, Guissona, on té lloc el segon esprint (km 142,1) i Tàrrega, on es disputa el Premi Miquel Poblet (km 163,8). D'aquest punt l'etapa continua per Solivella i Montblanc, on poc després comença l'única ascensió del dia, el coll de Lilla (6,3 km al 4,8%, de segona categoria), que es corona a tan sols 8,9 km per a l'arribada a Valls, al davant el Pavelló Xavi Tondo.
|    | Ciclista                 | Equip                   | Temps      |
| -- | ------------------------ | ----------------------- | ---------- |
| 1  | Luka Mezgec (SLO)        | Giant-Shimano           | 5h 16' 00" |
| 2  | Julian Alaphilippe (FRA) | Omega Pharma-Quick Step | m. t.      |
| 3  | Samuel Dumoulin (FRA)    | AG2R La Mondiale        | m. t.      |
| 4  | Paul Martens (GER)       | Belkin Pro Cycling Team | m. t.      |
| 5  | Michel Kreder (BEL)      | Wanty-Groupe Gobert     | m. t.      |
| 6  | Alberto Contador (ESP)   | Team Saxo-Tinkoff       | m. t.      |
| 7  | Adam Yates (GBR)         | Orica-GreenEDGE         | m. t.      |
| 8  | Kévin Reza (FRA)         | Team Europcar           | m. t.      |
| 9  | Tosh van der Sande (BEL) | Lotto-Belisol           | m. t.      |
| 10 | Davide Viganò (ITA)      | Caja Rural-Seguros RGA  | m. t.      |

|    | Ciclista                 | Equip               | Temps       |
| -- | ------------------------ | ------------------- | ----------- |
| 1  | Joaquim Rodríguez (CAT)  | Team Katusha        | 20h 03' 34" |
| 2  | Alberto Contador (ESP)   | Team Saxo-Tinkoff   | + 4"        |
| 3  | Tejay Van Garderen (EUA) | BMC Racing Team     | + 7"        |
| 4  | Romain Bardet (FRA)      | AG2R La Mondiale    | + 10"       |
| 5  | Nairo Quintana (COL)     | Movistar Team       | + 10"       |
| 6  | Christopher Froome (GBR) | Team Sky            | + 17"       |
| 7  | Andrew Talansky (EUA)    | Garmin-Sharp        | + 18"       |
| 8  | Domenico Pozzovivo (ITA) | AG2R La Mondiale    | + 26"       |
| 9  | Warren Barguil (FRA)     | AG2R La Mondiale    | + 42"       |
| 10 | Robert Kišerlovski (CRO) | Trek Factory Racing | + 48"       |

### 6a etapa
29 de març de 2014 — El Vendrell - Vilanova i la Geltrú, 172 km
Etapa amb una sola dificultat muntanyosa, però un terreny força trencat en la part central d'aquesta, entre El Vendrell i Vilanova i la Geltrú. Els primers quilòmetres són bàsicament plans, de camí cap a Torredembarra, la Riera de Gaià, el Catllar, els Pallaresos i Perafort (km 36,2), on es disputa el primer esprint del dia. A partir d'aquest punt l'etapa es fa més dura, per un terreny sempre ascendent cap a Nulles, la Juncosa de Montmell i el Pla de Manlleu, en què tot i que no hi ha cap port puntuable hi ha trams amb rampes de fins al 20% de desnivell. Poc abans de Pontons comença un descens que durà els ciclistes fins als peus de l'única dificultat puntuable del dia, l'alt de Font-rubí (5,7 km al 3,8%), de tercera categoria, que es corona al km 113,4. L'etapa continua cap a Vilafranca del Penedès, on té lloc el Premi Miquel Poblet (km 132,6) i Sant Jaume dels Domenys (km 145,6), on té lloc el segon esprint del dia. L'arribada a Vilanova i la Geltrú, punt final d'etapa, es fa procedent de Castellet i la Gornal per la carretera del pantà de Foix.
|    | Ciclista                 | Equip                   | Temps      |
| -- | ------------------------ | ----------------------- | ---------- |
| 1  | Stef Clement (NED)       | Belkin Pro Cycling Team | 3h 58' 44" |
| 2  | Rudy Molard (FRA)        | Cofidis                 | + 3"       |
| 3  | Pieter Serry (BEL)       | Omega Pharma-Quick Step | m. t.      |
| 4  | Jens Voigt (GER)         | Trek Factory Racing     | m. t.      |
| 5  | Marek Rutkiewicz (POL)   | CCC Polsat-Polkowice    | m. t.      |
| 6  | Antonio Piedra (ESP)     | Caja Rural-Seguros RGA  | m. t.      |
| 7  | Pierre Rolland (FRA)     | Team Europcar           | m. t.      |
| 8  | Damien Howson (AUS)      | Orica-GreenEDGE         | m. t.      |
| 9  | Nico Sijmens (BEL)       | Wanty-Groupe Gobert     | + 9"       |
| 10 | Tosh van der Sande (BEL) | Lotto-Belisol           | + 55"      |

|    | Ciclista                 | Equip               | Temps       |
| -- | ------------------------ | ------------------- | ----------- |
| 1  | Joaquim Rodríguez (CAT)  | Team Katusha        | 27h 03' 13" |
| 2  | Alberto Contador (ESP)   | Team Saxo-Tinkoff   | + 4"        |
| 3  | Tejay Van Garderen (EUA) | BMC Racing Team     | + 7"        |
| 4  | Romain Bardet (FRA)      | AG2R La Mondiale    | + 10"       |
| 5  | Nairo Quintana (COL)     | Movistar Team       | + 10"       |
| 6  | Christopher Froome (GBR) | Team Sky            | + 17"       |
| 7  | Andrew Talansky (EUA)    | Garmin-Sharp        | + 18"       |
| 8  | Domenico Pozzovivo (ITA) | AG2R La Mondiale    | + 26"       |
| 9  | Warren Barguil (FRA)     | AG2R La Mondiale    | + 42"       |
| 10 | Robert Kišerlovski (CRO) | Trek Factory Racing | + 48"       |

### 7a etapa
30 de març de 2014 — Barcelona - Barcelona, 120,7 km
Etapa curta i moguda pels voltants de Barcelona, amb sortida real a l'Hospitalet de Llobregat i dues petites dificultats muntanyoses de tercera categoria, l'alt de Castellbisbal (4,4 km al 3,5%) i l'alt de Corbera (3,9 km al 4,7%) abans d'entrar al circuit final per la muntanya de Montjuïc, on s'han de fet vuit voltes, amb vuit passos puntuables per l'alt de Montjuïc (2 km al 5,7). Els esprints del dia es troben a Molins de Rei (km 9,2) i el Prat de Llobregat (km 57,8), mentre el Premi Miquel Poblet es fa en el segon pas per meta.
|    | Ciclista                | Equip                 | Temps      |
| -- | ----------------------- | --------------------- | ---------- |
| 1  | Lieuwe Westra (NED)     | Astana Qazaqstan Team | 2h 36' 14" |
| 2  | Marcus Burghardt (GER)  | BMC Racing Team       | + 1' 22"   |
| 3  | Thomas Voeckler (FRA)   | Team Europcar         | + 1' 22"   |
| 4  | Maciej Paterski (POL)   | CCC Polsat Polkowice  | + 1' 26"   |
| 5  | Yoann Bagot (FRA)       | Cofidis               | + 1' 36"   |
| 6  | Jan Polanc (SLO)        | Lampre-Merida         | + 2' 07"   |
| 7  | Alberto Contador (ESP)  | Team Tinkoff-Saxo     | + 2' 07"   |
| 8  | Romain Bardet (FRA)     | AG2R La Mondiale      | + 2' 07"   |
| 9  | Arnold Jeannesson (FRA) | FDJ                   | + 2' 07"   |
| 10 | Joaquim Rodríguez (CAT) | Team Katusha          | + 2' 07"   |

|    | Ciclista                 | Equip               | Temps       |
| -- | ------------------------ | ------------------- | ----------- |
| 1  | Joaquim Rodríguez (CAT)  | Team Katusha        | 29h 41' 34" |
| 2  | Alberto Contador (ESP)   | Team Tinkoff-Saxo   | + 4"        |
| 3  | Tejay van Garderen (EUA) | BMC Racing Team     | + 7"        |
| 4  | Romain Bardet (FRA)      | AG2R La Mondiale    | + 10"       |
| 5  | Nairo Quintana (COL)     | Movistar Team       | + 10"       |
| 6  | Chris Froome (GBR)       | Team Sky            | + 17"       |
| 7  | Andrew Talansky (EUA)    | Garmin-Sharp        | + 18"       |
| 8  | Domenico Pozzovivo (ITA) | AG2R La Mondiale    | + 26"       |
| 9  | Warren Barguil (FRA)     | Giant-Shimano       | + 42"       |
| 10 | Robert Kišerlovski (CRO) | Trek Factory Racing | + 48"       |

## Classificacions finals

### Classificació general
|    | Ciclista                 | Equip               | Temps       |
| -- | ------------------------ | ------------------- | ----------- |
| 1  | Joaquim Rodríguez (CAT)  | Team Katusha        | 29h 41' 34" |
| 2  | Alberto Contador (ESP)   | Team Tinkoff-Saxo   | + 4"        |
| 3  | Tejay van Garderen (EUA) | BMC Racing Team     | + 7"        |
| 4  | Romain Bardet (FRA)      | AG2R La Mondiale    | + 10"       |
| 5  | Nairo Quintana (COL)     | Movistar Team       | + 10"       |
| 6  | Chris Froome (GBR)       | Team Sky            | + 17"       |
| 7  | Andrew Talansky (EUA)    | Garmin-Sharp        | + 18"       |
| 8  | Domenico Pozzovivo (ITA) | AG2R La Mondiale    | + 26"       |
| 9  | Warren Barguil (FRA)     | Giant-Shimano       | + 42"       |
| 10 | Robert Kišerlovski (CRO) | Trek Factory Racing | + 48"       |

### Classificacions secundàries
|   | Ciclista                 | Equip                   | Punts |
| - | ------------------------ | ----------------------- | ----- |
| 1 | Stef Clement (NED)       | Belkin Pro Cycling Team | 82    |
| 2 | Joaquim Rodríguez (CAT)  | Team Katusha            | 40    |
| 3 | Tejay van Garderen (EUA) | BMC Racing Team         | 39    |

|   | Ciclista               | Equip           | Punts |
| - | ---------------------- | --------------- | ----- |
| 1 | Michel Koch (GER)      | Cannondale      | 13    |
| 2 | Boris Vallée (BEL)     | Lotto-Belisol   | 9     |
| 3 | Marcus Burghardt (GER) | BMC Racing Team | 8     |

|   | Ciclista          | Equip                 | Punts |
| - | ----------------- | --------------------- | ----- |
| 1 | Michel Koch (GER) | Cannondale            | 7     |
| 2 | Yoann Bagot (FRA) | Cofidis               | 3     |
| 3 | Mikel Landa (ESP) | Astana Qazaqstan Team | 2     |

|   | Equip                 | País         | Temps       |
| - | --------------------- | ------------ | ----------- |
| 1 | Garmin-Sharp          | Estats Units | 89h 08' 15" |
| 2 | AG2R La Mondiale      | França       | + 21"       |
| 3 | Astana Qazaqstan Team | Kazakhstan   | + 1' 40"    |

### UCI World Tour
La Volta a Catalunya atorga punts per l'UCI World Tour 2014 sols als ciclistes dels equips de categoria ProTeam.
| Posició               | 1r  | 2n | 3r | 4t | 5è | 6è | 7è | 8è | 9è | 10è |
| Classificació general | 100 | 80 | 70 | 60 | 50 | 40 | 30 | 20 | 10 | 4   |
| Per etapa             | 6   | 4  | 2  | 1  | 1  |    |    |    |    |     |

| #  | Ciclista                 | Equip             | Punts |
| -- | ------------------------ | ----------------- | ----- |
| 1  | Joaquim Rodríguez (CAT)  | Team Katusha      | 107   |
| 2  | Alberto Contador (ESP)   | Team Tinkoff-Saxo | 86    |
| 3  | Tejay van Garderen (EUA) | BMC Racing Team   | 77    |
| 4  | Romain Bardet (FRA)      | AG2R La Mondiale  | 64    |
| 5  | Nairo Quintana (COL)     | Movistar Team     | 53    |
| 6  | Christopher Froome (GBR) | Team Sky          | 41    |
| 7  | Andrew Talansky (EUA)    | Garmin-Sharp      | 30    |
| 8  | Domenico Pozzovivo (ITA) | AG2R La Mondiale  | 20    |
| 9  | Luka Mezgec (SLO)        | Giant-Shimano     | 18    |
| 10 | Warren Barguil (FRA)     | Giant-Shimano     | 10    |

## Evolució de les classificacions
| Etapa | Vencedor           | Classificació general | Classificació de la muntanya | Classificació dels esprints | Classificació Miquel Poblet | Classificació per equips |
| ----- | ------------------ | --------------------- | ---------------------------- | --------------------------- | --------------------------- | ------------------------ |
| 1     | Luka Mezgec        | Luka Mezgec           | Romain Lemarchand            | Boris Vallée                | Romain Lemarchand           | Omega Pharma-Quick Step  |
| 2     | Luka Mezgec        | Luka Mezgec           | Romain Lemarchand            | Boris Vallée                | Michel Koch                 | Lotto-Belisol            |
| 3     | Joaquim Rodríguez  | Joaquim Rodríguez     | Jack Bobridge                | Michel Koch                 | Michel Koch                 | AG2R La Mondiale         |
| 4     | Tejay Van Garderen | Joaquim Rodríguez     | Stef Clement                 | Michel Koch                 | Michel Koch                 | Garmin-Sharp             |
| 5     | Luka Mezgec        | Joaquim Rodríguez     | Stef Clement                 | Michel Koch                 | Michel Koch                 | Garmin-Sharp             |
| 6     | Stef Clement       | Joaquim Rodríguez     | Stef Clement                 | Michel Koch                 | Michel Koch                 | Garmin-Sharp             |
| 7     | Lieuwe Westra      | Joaquim Rodríguez     | Stef Clement                 | Michel Koch                 | Michel Koch                 | Garmin-Sharp             |
| Final | Final              | Joaquim Rodríguez     | Stef Clement                 | Michel Koch                 | Michel Koch                 | Garmin-Sharp             |